# Soukhrab Akhmedov
Soukhrab Akhmedov, né le 23 décembre 1974 à Grozny en Tchétchénie, est un officier des forces armées russes. Major général, il commanda jusqu'en mai 2024 la 20e armée de la Garde engagée dans l'invasion russe de l'Ukraine.

## Jeunesse
Akhmedov naît en 1974 à Grozny, en république socialiste soviétique autonome de Tchétchénie-Ingouchie, mais est originaire de Palisma, au Daghestan. Il est diplômé de l'École supérieure de commandement militaire de Novossibirsk en 1996 et commence son service militaire dans la même ville. En 2005, il est diplômé de l'Académie militaire Frounze de Moscou.

## Carrière
Il était le commandant de la 36e brigade de fusiliers motorisés de la Garde avant de prendre le commandement de la 155e brigade d'infanterie navale de la Garde en 2009.
Lors de l'invasion russe de l'Ukraine à partir de 2022, il commande les troupes côtières dans le sud de l'Ukraine,. La brigade est déployée lors de la bataille de Vouhledar, où les forces russes subissent de lourdes pertes,,. À la suite de la campagne, des plaintes font surface de la part de soldats survivants, affirmant que le manque de primauté militaire est la cause des importantes pertes. Des rumeurs sortent en décembre 2022 selon lesquelles Akhmedov pourrait en conséquence être démis de ses fonctions. À la suite de ces événements, le haut commandement russe écarte les allégations datant de novembre et, le mois suivant, le journal Novaïa Gazeta affirme qu'il dispose d'informations sur une possible promotion d'Akmedov.
En juin 2023, Akmedov est promu major général et reçoit le commandement de la 20e armée combinée. Le 14 juin, pendant la bataille de la ligne Svatove-Kreminna, alors qu'une importante garnison russe de la 20e armée attend près de deux heures l'arrivée d'Akmedov pour un discours derrière la ligne de front dans l'oblast de Louhansk, le point de rassemblement est touché par des frappes provenant d'un M142 HIMARS ukrainien. Des rapports provenant de sources ukrainiennes et russes indiquent que 100 soldats ont été tués et 100 autres blessés,,. Ce nouvel événement lui vaut de nombreuses critiques de la part de blogueurs militaires russes, appelant notamment à ce que les commandants responsables soient abattus devant leurs formations pour de tels échecs.
En mai 2024, il est démis de ses fonctions de commandant de la 20e armée.

## Vie privée
Akhmedov est marié à Margarita Vladimirovna et a trois enfants : deux filles et un fils.